# Jan Frederik Gronovius
Jan Frederik Gronovius (ou Johann Frederik ou Johannes Fredericus) est un botaniste hollandais, né le 10 février 1686 à Leyde et mort le 10 juillet 1762.

## Biographie
John Clayton (1686-1773) lui fait parvenir de nombreux spécimens de Virginie dans les années 1730 ainsi qu’un manuscrit. À l’insu de Clayton, Gronovius utilise ce matériel pour la rédaction de sa Flora Virginica qui paraît de 1739 à 1743, rééditée en 1762. Son fils, Laurens Theodore Gronow (1730-1777), est également un botaniste.

### Source
- Traduction de l'article de langue anglaise de Wikipédia (version du 3 avril 2005).

Gronov. est l’abréviation botanique standard de Jan Frederik Gronovius.
Consulter la liste des abréviations d'auteur en botanique ou la liste des plantes assignées à cet auteur par l'IPNI, la liste des champignons assignés par MycoBank, la liste des algues assignées par l'AlgaeBase et la liste des fossiles assignés à cet auteur par l'IFPNI.